# GP pucken
GP Pucken är en ishockeyturnering för ungdomar som arrangerats i Göteborgsregionen sedan 1955. Det var dåvarande sekreteraren i Göteborgs Ishockeyförbund, Kurt-Arne "Karne" Johansson som 1954 fick idén till turneringen men det stod snabbt klart att tidningen han då arbetade för, Handels-Tidningen, inte skulle klara av att vara med och arrangera och sponsra en sådan turnering. Kurt-Arne tog därför kontakt med sportchefen på GP, Lennart ”Duke” Crusner, som genast tände på idén.

## Historia
Redan första året (1955) var 153 lag anmälda. 

## Idag
Idag arrangeras GP Pucken i flera olika åldersklasser. U10, U11, U12 och U13, förutom dessa så arrangeras även en speciell tjej-grupp.